# Katmalli, Devadurga
Katmalli là một làng thuộc tehsil Devadurga, huyện Raichur, bang Karnataka, Ấn Độ.